# Chorges

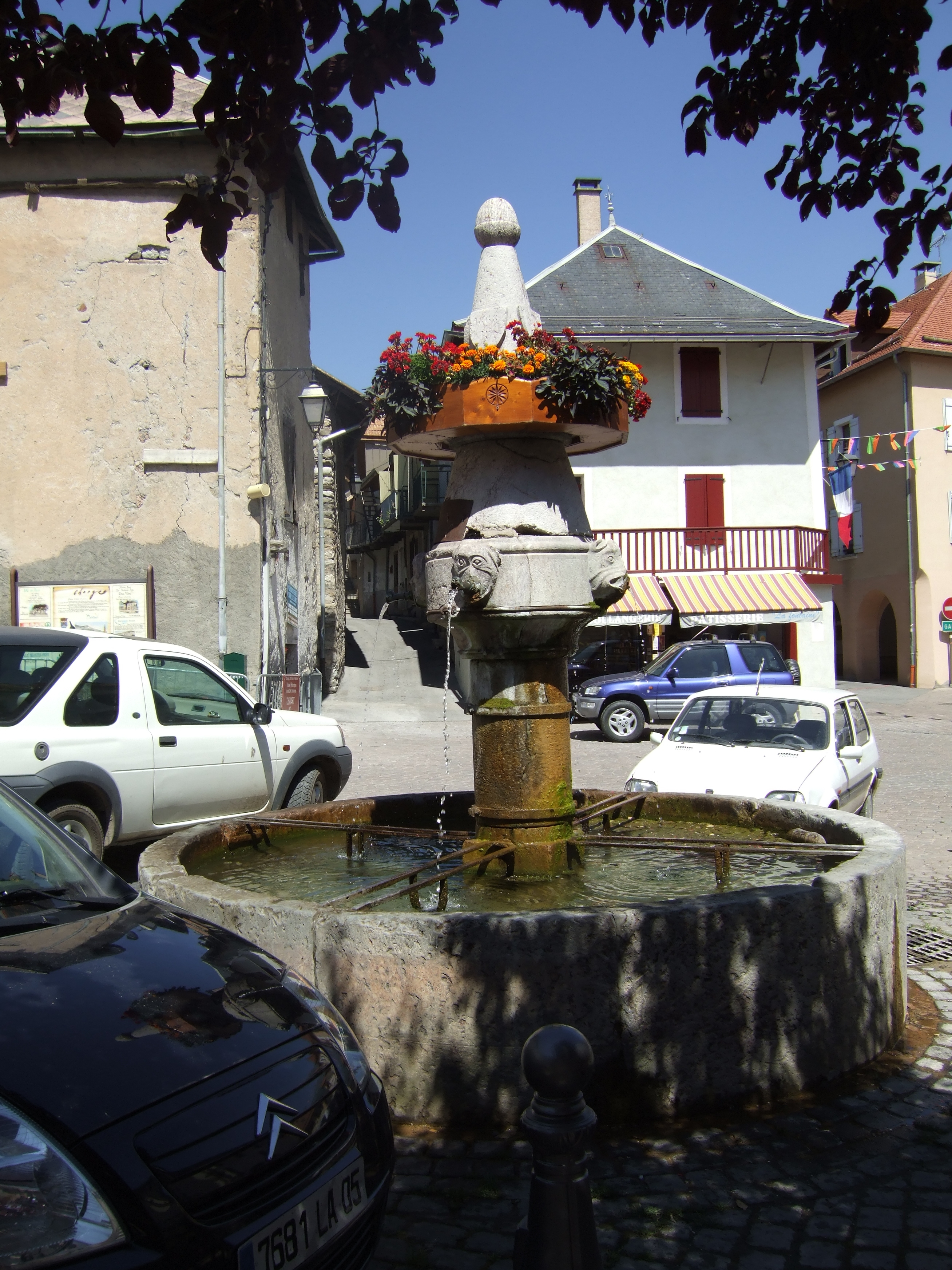
Fontana cinquecentesca in piazza Lesdiguières

Chorges è un comune francese di 
3 055  abitanti situato nel dipartimento delle Alte Alpi della regione della Provenza-Alpi-Costa Azzurra.

## Storia
Il comune era già un insediamento dei galli Caturigi prima dell'arrivo dei romani. In effetti il nome Chorges deriverebbe dal latino Caturigomagus, cioè mercato dei re della guerra. Il popolo caturigo resistette sia alle truppe romane di Cesare che agli Elvezi ma soccombette alle truppe romane di Augusto.
Il paese attuale risale alla fine del X secolo.

## Società

### Evoluzione demografica
Abitanti censiti